# Sommeron
Sommeron és un municipi francès situat al departament de l'Aisne i a la regió dels Alts de França. L'any 2007 tenia 134 habitants.

## Demografia

### Població
El 2007 la població de fet de Sommeron era de 134 persones. Hi havia 48 famílies de les quals 8 eren unipersonals (8 dones vivint soles i 8 dones vivint soles), 12 parelles sense fills, 20 parelles amb fills i 8 famílies monoparentals amb fills.
La població ha evolucionat segons el següent gràfic:
Habitants censats

### Habitatges
El 2007 hi havia 55 habitatges, 48 eren l'habitatge principal de la família, 4 eren segones residències i 3 estaven desocupats. 54 eren cases i 1 era un apartament. Dels 48 habitatges principals, 42 estaven ocupats pels seus propietaris i 6 estaven llogats i ocupats pels llogaters; 9 tenien tres cambres, 8 en tenien quatre i 31 en tenien cinc o més. 15 habitatges disposaven pel capbaix d'una plaça de pàrquing. A 19 habitatges hi havia un automòbil i a 27 n'hi havia dos o més.

### Piràmide de població
La piràmide de població per edats i sexe el 2009 era:
| Homes | Edats   | Dones |
| ----- | ------- | ----- |
| 0     | 95 o +  | 0     |
| 0     | 90 a 94 | 0     |
| 0     | 85 a 89 | 0     |
| 0     | 80 a 84 | 0     |
| 8     | 75 a 79 | 0     |
| 0     | 70 a 74 | 8     |
| 4     | 65 a 69 | 8     |
| 4     | 60 a 64 | 4     |
| 0     | 55 a 59 | 0     |
| 4     | 50 a 54 | 0     |
| 4     | 45 a 49 | 0     |
| 4     | 40 a 44 | 8     |
| 16    | 35 a 39 | 4     |
| 0     | 30 a 34 | 8     |
| 4     | 25 a 29 | 4     |
| 0     | 20 a 24 | 0     |
| 0     | 15 a 19 | 8     |
| 12    | 10 a 14 | 4     |
| 12    | 5 a 9   | 8     |
| 4     | 0 a 4   | 8     |

## Economia
El 2007 la població en edat de treballar era de 76 persones, 61 eren actives i 15 eren inactives. De les 61 persones actives 60 estaven ocupades (31 homes i 29 dones) i 1 aturada (1 dona i 1 dona). De les 15 persones inactives 5 estaven jubilades, 5 estaven estudiant i 5 estaven classificades com a «altres inactius».
Activitats econòmiques
Dels 4 establiments que hi havia el 2007, 2 eren d'empreses alimentàries, 1 d'una empresa de comerç i reparació d'automòbils i 1 d'una entitat de l'administració pública.
L'any 2000 a Sommeron hi havia 12 explotacions agrícoles que ocupaven un total de 420 hectàrees.

## Poblacions més properes
El següent diagrama mostra les poblacions més properes.